# Primera A 2021 (Liga Catamarqueña de Fútbol)
La temporada 2021 de la Primera A de la Liga Catamarqueña de Fútbol fue la número 103 efectivamente completada, fue la primera competición luego de más de 1 año y 8 meses sin jugar debido a la Pandemia de COVID-19.
Esta edición estuvo integrada por un único campeonato que consagró a un equipo que se adjudió la plaza de la Liga Catamarqueña en el Torneo Regional Federal Amateur 2022.

## Formato
- El certamen se desarrollará en una sola rueda con el sistema de Todos Contra Todos.
- El equipo que se ubique en la primera ubicación de la Tabla de posiciones al finalizar el torneo, se consagrará campeón y clasificará al Torneo Regional Federal Amateur.
- El equipo que se ubique en la segunda posición de la Tabla de posiciones, clasificará al Torneo Regional Federal Amateur.
- En el caso de que dos o más equipos finalicen en el primer puesto, se deberá jugar un desempate para coronar al campeón.
- En esta temporada no habrá descensos.

## Equipos participantes
| #  | Equipo                                  | Departamento |
| -- | --------------------------------------- | ------------ |
| 1  | Club Deportivo Américo Tesorieri        | Capital      |
| 2  | Club Atlético Policial                  | Capital      |
| 3  | Club Deportivo Chacarita                | Capital      |
| 4  | Club Atlético Defensores del Norte      | Capital      |
| 5  | Club Atlético Independiente             | Capital      |
| 6  | Asociación Juventud Unida de Santa Rosa | Capital      |
| 7  | Club Atlético Rivadavia                 | Capayán      |
| 8  | Club Atlético San Lorenzo de Alem       | Capital      |
| 9  | Club Atlético Vélez Sarsfield           | Capital      |
| 10 | Club Sportivo Villa Cubas               | Capital      |

## Torneo Anual
| Pos. | Equipo                       | Pts. | PJ | PG | PE | PP | GF | GC | Dif. |
| ---- | ---------------------------- | ---- | -- | -- | -- | -- | -- | -- | ---- |
| 01.º | Américo Tesorieri            | 20   | 9  | 6  | 2  | 1  | 21 | 9  | 12   |
| 02.º | Atlético Policial            | 20   | 9  | 6  | 2  | 1  | 18 | 10 | 8    |
| 03.º | Vélez Sarsfield              | 18   | 9  | 5  | 3  | 1  | 17 | 9  | 8    |
| 04.º | San Lorenzo de Alem          | 16   | 9  | 5  | 1  | 3  | 11 | 8  | 3    |
| 05.º | Defensores del Norte         | 15   | 9  | 5  | 0  | 4  | 16 | 12 | 4    |
| 06.º | Villa Cubas                  | 12   | 9  | 3  | 3  | 3  | 18 | 15 | 3    |
| 07.º | Independiente (Capital)      | 8    | 9  | 2  | 2  | 5  | 13 | 15 | −2   |
| 08.º | Rivadavia (Huillapima)       | 8    | 9  | 2  | 2  | 5  | 9  | 18 | −9   |
| 09.º | Juventud Unida de Santa Rosa | 6    | 9  | 1  | 3  | 5  | 9  | 17 | −8   |
| 10.º | Chacarita                    | 3    | 9  | 1  | 0  | 8  | 7  | 26 | −19  |

|  | Campeón y clasifica al Torneo Regional Federal Amateur 2021. |
|  | Clasifica al Torneo Regional Federal Amateur.                |

|                                   |
| Club Atlético Policial 22° título |
| Campeón Torneo Anual 2019         |

## Descenso

### Promoción
| 14 de diciembre, 17:00                  | Salta Central                                                      | 1 - 5   | Juventud Unida | Malvinas Argentinas, Catamarca |                             |
|                                         | Federico Barros 18' · Alejandro Carrizo 31' · Franco Contreras 74' | Reporte | 20' Marcos Vega · 54' Maximiliano Silva · 59' 65' Marcos Agüero · 61' Iván Roldán · 86' Emanuel Varela · 88' Rodríguez | Árbitro(s): Jerónimo Toledo    | Árbitro(s): Jerónimo Toledo |
| Salta Central descendió a la Primera B. |                                                                    |         | |                                |                             |

## Resumen

### Campeón
| Torneo | Equipo                           | Título |
| ------ | -------------------------------- | ------ |
| Anual  | Club Deportivo Américo Tesorieri | 20.°   |

### Clasificación alRegional Federal Amateur
| Cupo | Equipo                           | Método de clasificación  |
| ---- | -------------------------------- | ------------------------ |
| 1    | Club Deportivo Américo Tesorieri | Campeón del Torneo Anual |